# Centumviri
El tribunal centumviral o centumviri o cort dels centumvirs (del llatí centum, cent, i viri, homes) era el consell de cent dels romans, una cort de justícia de l'antiga Roma, el tribunal que tractava el dret privat (dret civil).

## Evolució
L'origen de la cort dels centumvirs no ha estat datada amb precisió. El filòleg expert en cultura clàssica Karl Gottlob Zumpt estima que la creació de la cort dels centumvirs es va produir amb la promulgació de la Llei de les Dotze Taules, és a dir, l'any 449 aC, però la seva hipòtesi ha estat discutida.
El terme centumviri significa literalment "cent homes" i aquest era el nombre original de membres. En temps de la República romana, el nombre podria haver augmentar fins a 105 i més tard encara, en temps de l'Imperi, amb l'emperador Trajà, i segons Plini, fins a 180.
Per deducció, es considera la data d'establiment de la cort de centumvirs a mitjans del segle II aC. Plaute, que tracta amb freqüència el món judicial als seus escrits, no en fa menció, la qual cosa ens permet suposar que és una creació posterior als seus temps. Ciceró, a la seva obra De oratore, esmenta diversos casos presentats als centumviri. Entre aquests, el més antiga és l'acció de recuperació dels seus drets per part de C. Hostilius Mancinus, exclòs del senat per la seva vergonyosa capitulació durant el setge de Numància, l'any 136 aC. Ciceró cita també la causa Curiana, defensada per L. Licinius Crassus i Q. Mucius Scaevola. Per tant, haurà de ser abans de la mort de Licinius Crassus, l'any 90 aC.
En tot cas, l'antiguitat del centumviri queda testimoniada pel símbol i la fórmula utilitzats en el seu ritual: la llança (en llatí: hasta), com a signe de la veritable propietat, el jurament o aposta (en llatí: sacramentum), l'antiga fórmula per a la recuperació de la propietat o l'afirmació de la llibertat.
Durant l'Imperi, els jutges eren elegits pels comicies tributes i després es formaven quatre tribunals, encara que es podien celebrar assemblees plenàries en casos excepcionals. Els Decemviri (en llatí "deu homes"), una mesa de deu jutges, presidia la cort, des de l'època d'August. Els seus judicis eren anomenats Centumviralia judicia.
La pertinença a aquest consell de cent es considerava una posició essencial per a aquells que es volien embarcar en el cursus honorum, és a dir, la carrera política de magistrat.
Del tribunal centumviral van sorgir tota una sèrie de notables i celebrats oradors, com ara Ciceró, Tàcit o Plini el Jove.

## Jurisdicció
La jurisdicció del tribunal no està del tot aclarida, tot i que se sap que els casos relacionats amb testaments i herències formaven part, sens dubte, de les seves competències. Aquest tribunal va establir la querela inofficiosi testamenti ("denuncia d'un testament indegut").
Ciceró esmenta a De oratore que dels afers sotmesos als centumviri "sorgeixen innombrables qüestions de tota mena sobre usucapions , tuteles, drets de raça o de familia, al·luvions i terres, esclaus i les persones lliures, a qui la incapacitat per poder pagar els ha fet perdre el seus drets; les servituds de murs, de jornades, de canaletes: voluntats trencades o confirmades i tantes altres coses”
Amb tot, és incert si aquest tribunal era simplement una alternativa al iudex (jutge) o ERA part d'un sistema judicial més complex. També s'ha suggerit que els casos davant el tribunal centumviral tenien un valor mínim específic.

## Ubicació
A la segona meitat del segle I la cort dels centumviri es reunia a la Basílica Júlia del Fòrum romà. És probable que, com moltes d'aquestes institucions romanes, la ubicació física de la cort fos susceptible de canviar.
Els centumviri s'ocupaven principalment de la propietat per la qual es tenia en compte el cens. Per tant, estava en el seu poder atorgar o manllevar la ciutadania. També decidien en qüestions sobre el deute.
Mai van ser considerats magistrats, sinó simplement jutges. I com a tals eren nomenats, per un període de servei determinat, pel magistrat, probablement pel pretor urbanus. Però en temps de Ciceró, van ser elegits per la Comitia Tributa.